# Suðurnes
Suðurnes – region Islandii, obejmujący półwysep Reykjanes położony w południowo-zachodniej części wyspy. Graniczy z regionem stołecznym Höfuðborgarsvæði i regionem południowym Suðurland. Ośrodkiem administracyjnym jest miasto Keflavík, które wraz z sąsiednimi miejscowościami tworzy gminę Reykjanesbær. W regionie Suðurnes zlokalizowany jest główny port lotniczy Islandii Keflavík.

## Gminy regionu
W skład regionu wchodzi obecnie 5 gmin (stan na 1 stycznia 2018):
| Kod  | Name                  | Ludność (1 stycznia 2015) | Ludność (1 stycznia 2018) | Powierzchnia (km²) |
| ---- | --------------------- | ------------------------- | ------------------------- | ------------------ |
| 2000 | Reykjanesbær          | 14 924                    | 17 805                    | 145                |
| 2300 | Grindavíkurbær        | 2 995                     | 3 323                     | 425                |
| 2503 | Sandgerðisbær         | 1 580                     | 1 779                     | 62                 |
| 2504 | Sveitarfélagið Garður | 1 425                     | 1 595                     | 21                 |
| 2506 | Sveitarfélagið Vogar  | 1 102                     | 1 268                     | 165                |
|      | Razem                 | 22 026                    | 25 770                    | 829                |

### Zmiany w gminach
W listopadzie 2017 zatwierdzono w lokalnych referendach decyzję o połączeniu gmin Garður i Sandgerðisbær. Zmiana ta weszła w życie wraz z wyborami nowej rady gminy 26 maja 2018. Nowa gmina funkcjonowała pod tymczasową nazwą Garður og Sandgerði. Podczas referendum na przełomie października i listopada 2018 roku mieszkańcy mogli wybierać pomiędzy trzema nazwami: Heiðarbyggð, Suðurnesjabær i Sveitarfélagið Miðgarður, spośród których wybrano opcję Suðurnesjabær.

## Miejscowości regionu

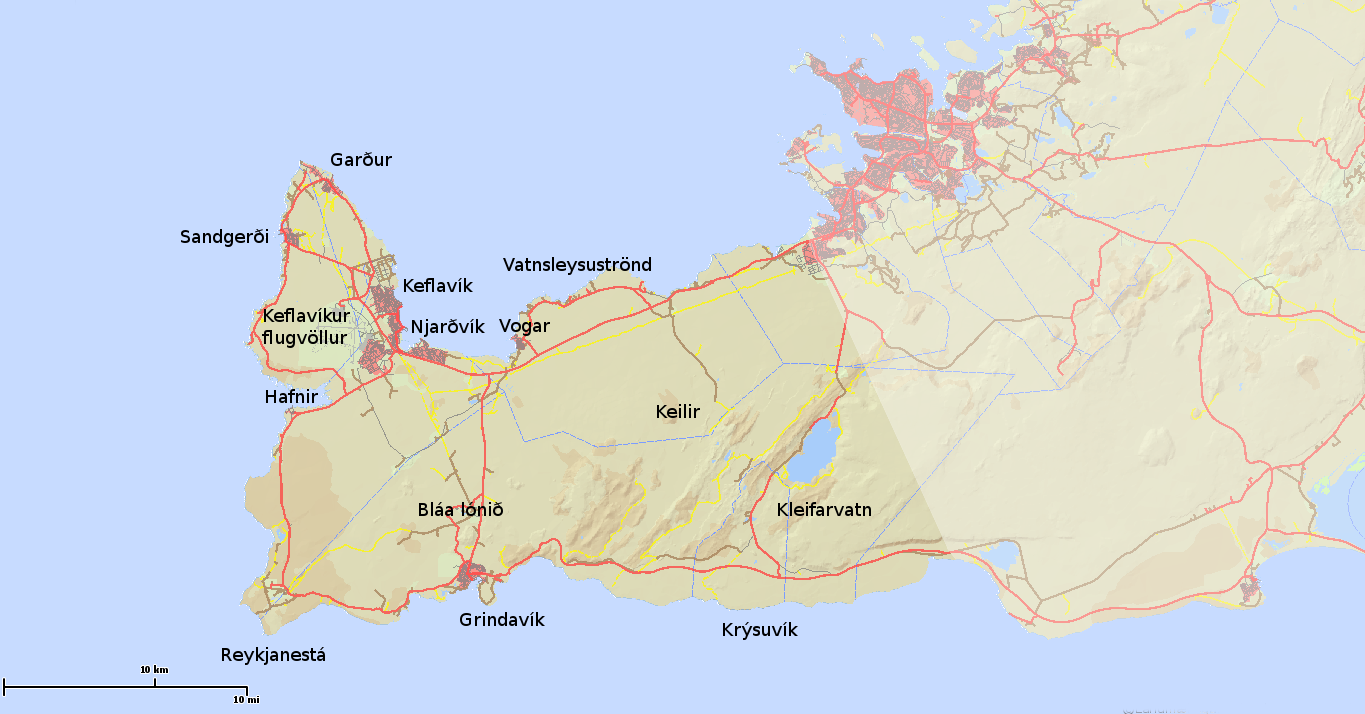
Mapa regionu Suðurnes

W poszczególnych miejscowościach regionu zamieszkiwała następująca liczba ludności (stan na 1 stycznia 2018):
- Keflavík z Njarðvíkiem - 17 555 mieszk.,
- Grindavík - 3 319 mieszk.,
- Sandgerði - 1 753 mieszk.,
- Garður - 1 595 mieszk.,
- Vogar - 1 183 mieszk.,
- Hafnir - 110 mieszk.

W pozostałym rozproszonym osadnictwie na terenie gminy zamieszkiwało 255 osób.

## Atrakcje turystyczne regionu
Główne atrakcje turystyczne regionu to:
- spa Bláa Lónið (Błękitna Laguna)
- park krajobrazowy Reykjanesfólkvangur z jeziorem Kleifarvatn, strefą geotermalną Krýsuvík i klifami Krýsuvíkurbjarg,
- stożek wulkanu Keilir,
- pole geotermalne Gunnuhver,
- klify Valahnúkur,
- most międzykontentalny Miðlína łączący płyty tektoniczne.